# Kediet Ijill
Kediet Ijill oder Kediet ej Jill (arabisch كدية الجل) ist mit einer Höhe von 915 Metern der höchste Berg Mauretaniens. In der Ebene östlich des Kediet Ijill liegt die Stadt Zouérat, die Hauptstadt der Verwaltungseinheit Tiris Zemmour. Im Westen liegt F’dérik. Die Felsen heben sich farblich von der umgebenden Wüste ab, weil das Gestein große Anteile an Magnetit enthält.
Erste Pläne in den 1930er Jahren, die Eisenerzvorkommen im damaligen Französisch-Westafrika auszubeuten, verhinderte der Zweite Weltkrieg. 1963 begann man in dem inzwischen unabhängigen Mauretanien mit dem Eisenerzabbau, seit 1974 unter der Regie der Société Nationale Industrielle et Minière (SNIM). Für den Abtransport des Erzes wurde die 700 Kilometer lange Bahnstrecke Nouadhibou–M’Haoudat zur Hafenstadt Nouadhibou gebaut.
Die Eisenvorkommen des Kediet Ijill beeinflussen das Erdmagnetfeld in der Umgebung und damit den Ausschlag von Kompassnadeln.